# ISC Paris Business School
ISC Paris Business School es una escuela de negocios internacional y una de las principales en Francia. Fue establecida en 1962.
Sus programas cuentan con la triple acreditación internacional de UGEI, AACSB y CGE. La escuela cuenta con numerosos alumnos notables en el campo de los negocios y la política, incluyendo varios CEOs, el Toshiba Systèmes France CEO Alain Prenat y Florent Mothe (cantante, músico, compositor, actor).
La escuela tiene una asociación con el Institut supérieur international du parfum, de la cosmétique et de l'aromatique alimentaire por un MBA Fragancias y cosméticos.